# Орлецкое
Орле́цкое — село в Тамбовском районе Амурской области, Россия. Входит в Садовский сельсовет.

## География
Село Орлецкое находится в 7 км к северо-востоку от автодороги областного значения Тамбовка — Толстовка — Ивановка.
Расстояние до административного центра Тамбовского района села Тамбовка — 14 км (на юг от перекрёстка на дороге Тамбовка — Толстовка).
На запад от села Орлецкое (через дорогу Тамбовка — Толстовка) идёт дорога к административному центру Садовского сельсовета селу Садовое, расстояние — 18 км.

## Население
| 2002 | 2010 | 2012 | 2013 | 2014 | 2015 | 2016 |
| ---- | ---- | ---- | ---- | ---- | ---- | ---- |
| 324  | ↘246 | ↘244 | ↘227 | ↘226 | ↘218 | →218 |
| 2017 | 2018 |      |      |      |      |      |
| ↘211 | ↗212 |      |      |      |      |      |

## Инфраструктура
Сельскохозяйственные предприятия Тамбовского района.